# ジョーダン・トンプソン
ジョーダン・トンプソン（Jordan Thompson, 1994年4月20日 - ）は、オーストラリア・シドニー出身の男子プロテニス選手。これまでにATPツアーでのシングルス1勝、ダブルス7勝を挙げている。身長183cm。右利き、バックハンド・ストロークは両手打ち。自己最高ランキングはシングルス26位。ダブルス3位。

## 選手経歴

### ジュニア時代
シドニーで生まれ、テニスとともにラグビーの熱心なファンとして育った。ナショナル・ラグビー・リーグのウェスト・タイガーズを応援している。憧れのテニス選手としてレイトン・ヒューイットの名前を挙げている。彼の右腕二頭筋には2016年リオデジャネイロオリンピック出場後に取得したオーストラリアの国章とオリンピックリングのタトゥーが入っている。そんな彼の信条は「努力は必ず報われる」である。
2012年全米オープン (テニス) ジュニアの部では同胞のニック・キリオスとペアを組み、準優勝。同年10月にはジュニア自己最高世界ランキングは18位。ジュニア時代の対戦成績は82勝38敗。

### 2013年 プロ転向
全豪オープン予選に出場。1回戦を突破するも、予選2回戦敗退。この他はITF男子サーキットを中心に活動しており、同年7月、オーストラリアで開催されたフューチャーズで初優勝。9月にも2勝目を挙げ、10月のフューチャーズでは準優勝を果たした。年間最終ランキングは320位。

### 2014年 グランドスラム初出場
1月21日の全豪オープンでグランドスラム初出場を果たす。1回戦でイェジ・ヤノヴィッツに6–1, 6–4, 4–6, 2–6, 1–6の2セットアップからのフルセットの末に敗れた。年間最終ランキングは276位。

### 2015年 トップ200入り
全豪オープンでは主催者側推薦により2年連続本戦出場となり、1回戦ではジョアン・ソウザに4-6, 6-7(5), 4-6のストレートで敗れた。全仏オープンでは予選1回戦敗退。年間最終ランキングは154位。

### 2016年 トップ100入り

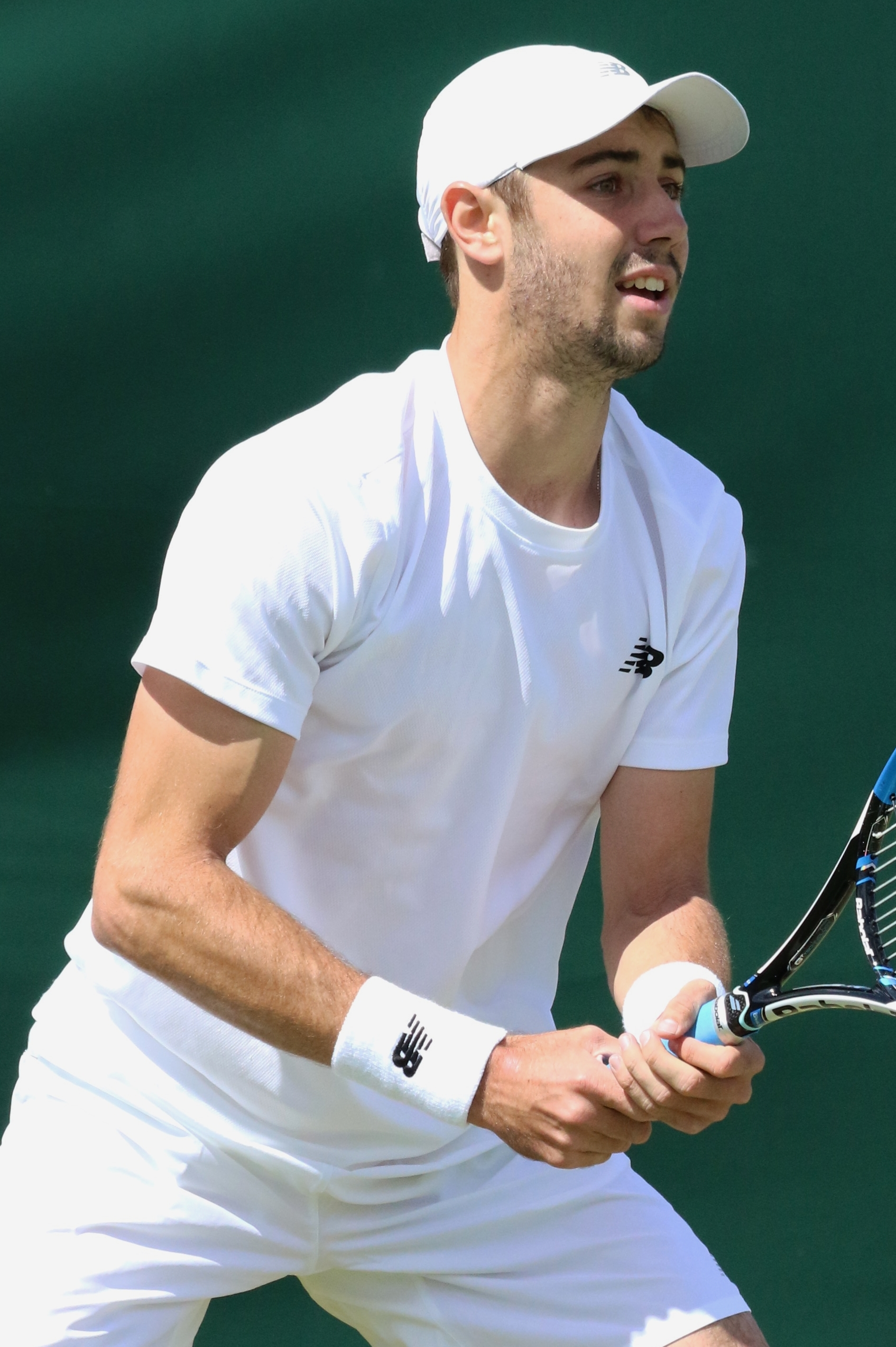
2016年ウィンブルドン選手権でのジョーダン・トンプソン

ヌメア・チャレンジャーではベスト4入り。続くシドニー国際では主催者側推薦により本戦から出場し、マルティン・クリザンに6-4, 2-0で相手の途中棄権により、ATPツアー初勝利を挙げた。2回戦ではバーナード・トミックに2-6, 2-6で敗退。全豪オープンでは主催者側推薦により、本戦出場となるが、トマス・ベルッシに2-6, 3-6, 2-6のストレートで初戦敗退。2月末のシェルブール・チャレンジャーでATPチャレンジャーツアー初優勝を果たした。
5月には安寧でチャレンジャー2勝目を挙げて、初のトップ100入りを果たす。主催者側推薦により全仏オープンではラスロ・ジェレを6-3, 6-4, 7-5のストレートで破り、グランドスラム初勝利を挙げた。2回戦では第27シードのイボ・カロビッチに7-6(2), 3-6, 6-7(3), 7-6(3), 10-12のフルセットの熱戦の末に敗退した。ウィンブルドン選手権では第14シードのロベルト・バウティスタ・アグートに3-6, 3-6, 3-6のストレートで初戦敗退。
リオデジャネイロオリンピック2016ではオーストラリア代表として初出場となったが、カイル・エドマンドに4-6, 2-6で初戦敗退。全米オープンではスティーブ・ダルシスにフルセットで初戦敗退したが、ホーチミン市とトララルゴンでのチャレンジャー大会を制してチャレンジャー4勝目を挙げた。年間最終ランキングは79位。

### 2017年 ツアーダブルス初優勝
ブリスベン国際では元世界ランキング3位のダビド・フェレールを4-6, 7-5, 7-5で破り、ベスト8入り。準々決勝では錦織圭に1-6, 1-6のストレートで敗れたが、同大会のダブルスではタナシ・コキナキスと組み、ジレ・ミュラー/サム・クエリー組を破り、ATPツアーダブルスで初優勝を挙げた。年間最終ランキングはシングルス94位。ダブルス88位。

### 2018年 チャレンジャー7勝目
1月、全豪オープンの1回戦でニコラス・キッカーに3-6, 1-6, 6-4, 6-3, 3-6のフルセットの末に敗れた。2月、ATPチャレンジャーツアーに戻り、チェンナイと京都で2大会連続の決勝進出。チェンナイでは優勝、京都は準優勝を果たした。
5月、ソウルでチャレンジャー優勝。全仏オープンではキャスパー・ルードに1-6, 4-6, 6-2, 6-4, 3-6、ウィンブルドン選手権ではサム・クエリーに2-6, 4-6, 3-6でそれぞれ初戦敗退。
7月、バーミンガムでは準優勝。全米オープンではキャメロン・ノリーに5-7, 6-4, 4-6, 3-6で初戦敗退したが、9月、コロンバスでチャレンジャー準優勝。さらに10月、カルガリーでも準優勝。トララルゴンとキャンベラでは2週連続の優勝を果たし、チャレンジャー7勝目を挙げた。年間最終ランキングは72位。

### 2019年 トップ50入り

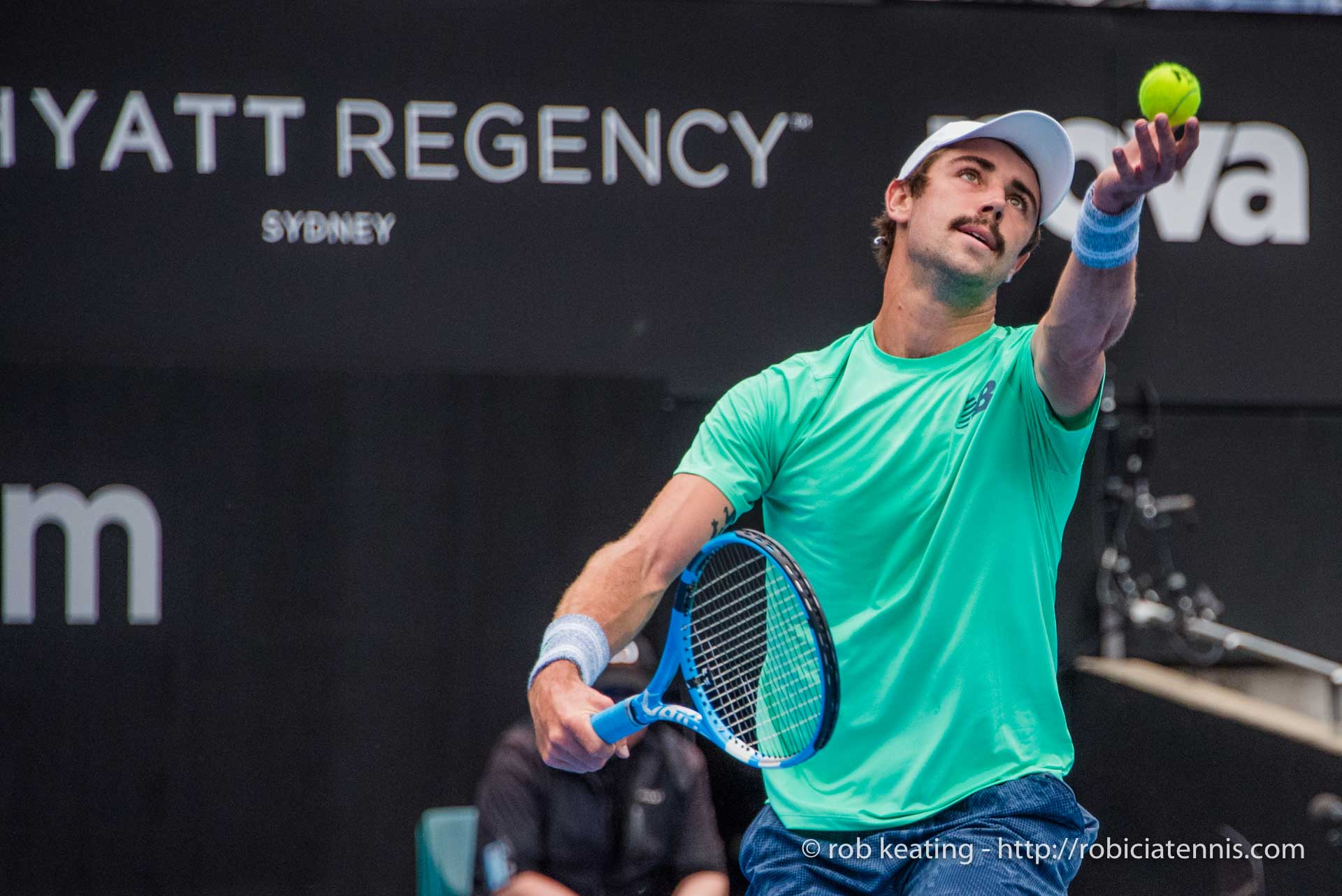
2019年シドニー国際でのジョーダン・トンプソン

全豪オープンでは2回戦でアンドレアス・セッピに3-6, 4-6, 4-6のストレートで敗退。BNPパリバ・オープンでは2回戦でドミニク・ティームに4-6, 5-7のストレートで敗退。マイアミ・オープンでは2回戦でカレン・ハチャノフを6-2, 6-3、3回戦ではグリゴール・ディミトロフを7-5, 7-5で下し、マスターズ1000初の4回戦進出。4回戦ではケビン・アンダーソンに5-7, 5-7で敗れた。

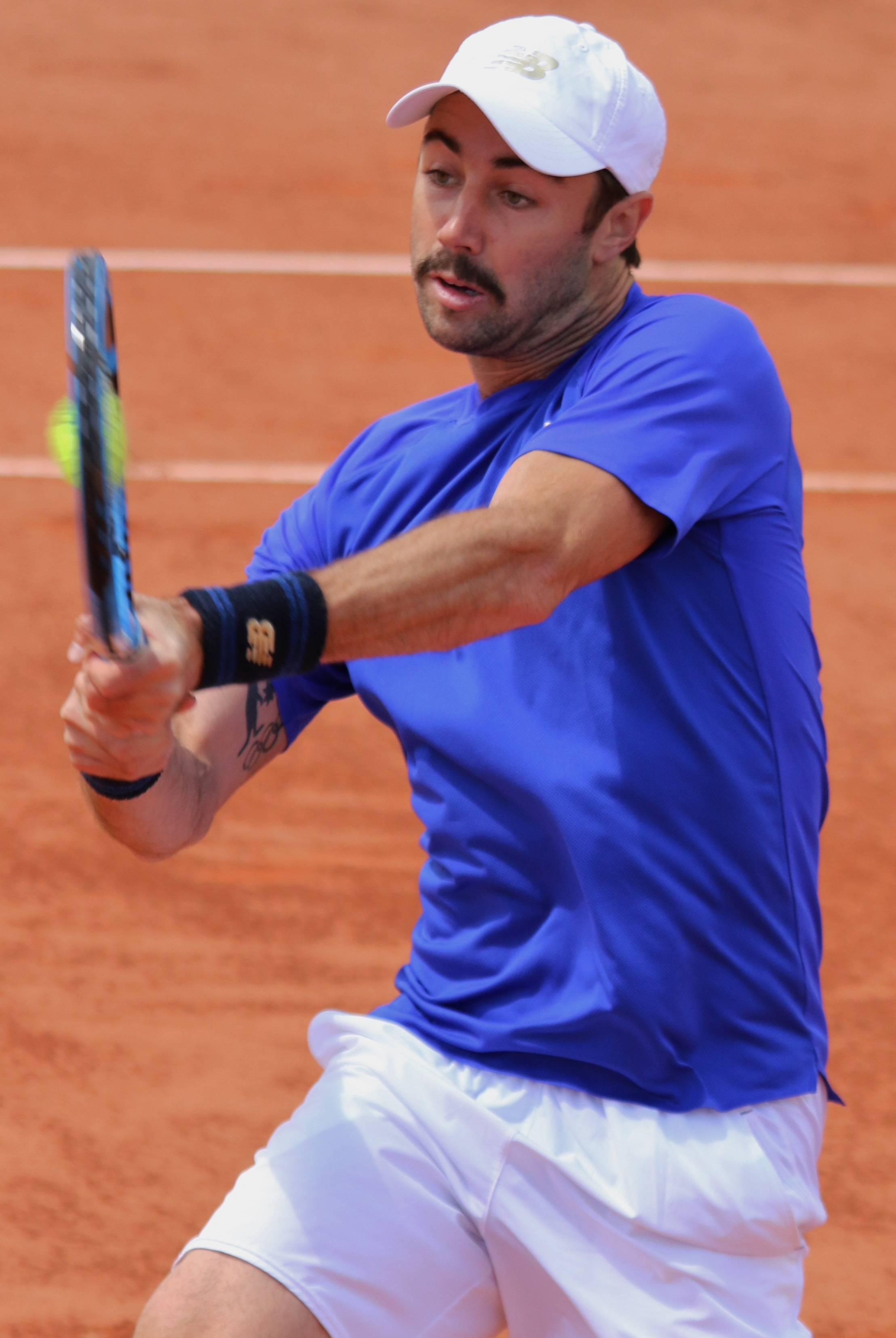
2019年全仏オープンでのジョーダン・トンプソン

全仏オープンでは初の3回戦進出。3回戦では第8シードのフアン・マルティン・デル・ポトロに4-6, 4-6, 0-6のストレートで敗れた。
リベマ・オープンで前年覇者のリシャール・ガスケに7-5, 6-3で勝利し、ATPツアーシングルス初の決勝進出を果たす。決勝ではアドリアン・マナリノに6-7(7), 3-6のストレートで敗れ、準優勝。大会後には世界ランキング46位となり、トップ50入りを果たす。ウィンブルドン選手権では1回戦でニック・キリオスに6-7(4), 6-3, 6-7(10), 6-0, 1-6のフルセットの末に敗退。

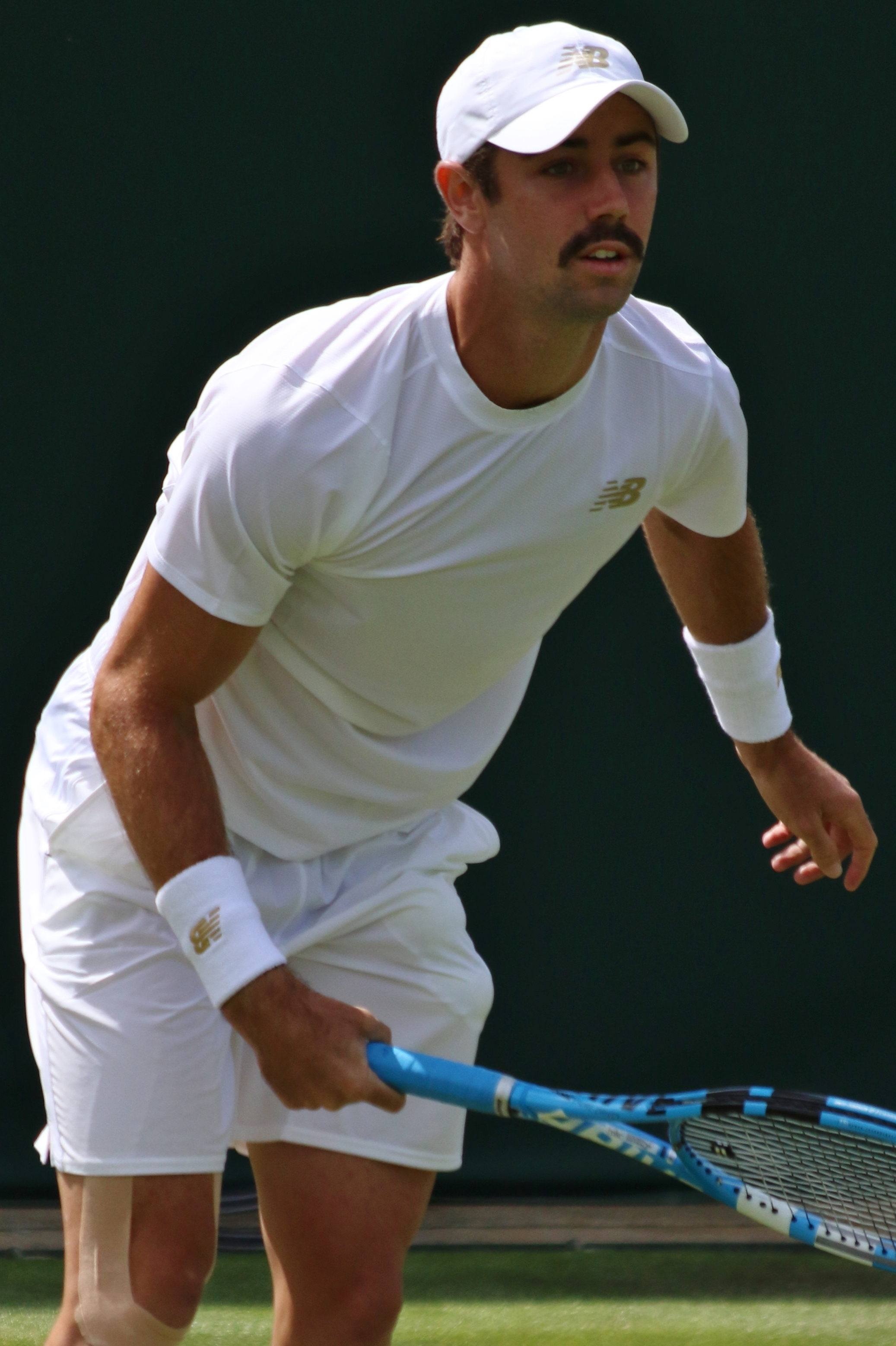
2019年ウィンブルドン選手権でのジョーダン・トンプソン

全米オープンでは2回戦で第24シードのマッテオ・ベレッティーニに5-7, 6-7(5), 6-4, 1-6で敗れた。年間最終ランキングは63位。

### 2020年 グランドスラム4回戦進出
全豪オープンでは1回戦でアレクサンダー・ブブリクを6-4, 6-3, 6-2のストレートで破り、2回戦では4時間以上の熱戦の末、第12シードのファビオ・フォニーニに6–7(4), 1–6, 6–3, 6–4, 6–7(4)で破れた。全米オープンでは初の4回戦進出。4回戦では第27シードのボルナ・チョリッチを5-7, 1-6, 3-6のストレートで敗れた。全仏オープンではラドゥ・アルボットに2-6, 4-6, 1-6のストレートで初戦敗退。パリ・マスターズでは初の3回戦進出するも、ラファエル・ナダルに敗退。年間最終ランキングは51位。

### 2021年 グランドスラム3回戦進出
全豪オープンでは1回戦で第24シードのキャスパー・ルード戦で3-6, 3-6, 1-2の時点で途中棄権。マイアミ・オープンでは1回戦でフェデリコ・デルボニスを破るも、2回戦でミロシュ・ラオニッチに2-6, 1-6のストレートで敗れた。
モンテカルロ・マスターズでは1回戦でブノワ・ペールに勝利するも、2回戦でファビオ・フォニーニに3-6, 3-6のストレートで敗れた。マドリード・オープンでは予選敗退。全仏オープンではハウメ・ムナルに初戦敗退。
ウィンブルドン選手権では1回戦で第12シードのキャスパー・ルードを7-6(6), 7-6(3), 2-6, 2-6, 6-2で破り、2回戦では錦織圭を7-5, 6-4, 5-7, 6-3で破り、大会初の3回戦進出。3回戦ではイリヤ・イヴァシュカを4-6, 4-6, 4-6のストレートで敗れた。
全米オープンでは2回戦で第21シードのアスラン・カラツェフに6-3, 6-3, 5-7, 6-7(9), 1-6に2セットアップの逆転で敗れた。BNPパリバ・オープンではケビン・アンダーソンに5-7, 2-6で初戦敗退。年間最終ランキングは75位。

### 2022年 デビス杯準優勝
全豪オープンではスティーブ・ジョンソン (テニス選手) に6-7(5), 7-6(6), 6-4, 3-6, 3-6のフルセットの末に初戦敗退。BNPパリバ・オープンでは1回戦でダビド・ゴファンを破るも、2回戦でグリゴール・ディミトロフに敗れた。マイアミ・オープンではジョー＝ウィルフリード・ツォンガを下すも、2回戦でアレックス・デミノーに敗れた。
全仏オープンでは1回戦で第5シードのラファエル・ナダルに2-6, 2-6, 2-6のストレートで敗れた。6月のエイゴン・サービトン・トロフィーの決勝ではデニス・クドラを7-5, 6-3のストレートで下して、ATPチャレンジャーツアー8勝目を挙げた。続くノッティンガム・オープンでも2週連続決勝進出。決勝ではダニエル・エバンスに4-6, 4-6のストレートで敗れた。ウィンブルドン選手権では1回戦でロベルト・カルバレス・バエナを6-4, 6-1, 6-1のストレートで勝利するも、2回戦で第4シードのステファノス・チチパスに2-6, 3-6, 5-7のストレートで敗れた。
全米オープンでは1回戦でロレンツォ・ソネゴを2-6, 1-6, 6-2, 6-4, 6-4の2セットダウンからの逆転で初戦突破するも、2回戦ではダニエル・ガランに3-6, 6-2, 6-3, 4-6, 3-6のフルセットで敗れた。9月末にはチャレンジャー9勝目を挙げた。
デビスカップ2022では準決勝でクロアチアを下して、決勝でカナダに敗れ、準優勝。年間最終ランキング84位。

### 2023年 デビス杯2年連続準優勝
1月、全豪オープンでは1回戦でJ・J・ウルフに3-6, 6-3, 4-6, 5-7で初戦敗退。
2月、ローム・チャレンジャーでは決勝でアレックス・ミケルセンを6-4, 6-2で破り、ATPチャレンジャーツアー10勝目を挙げた。
3月、BNPパリバ・オープンではガエル・モンフィスを6-3, 6-1、2回戦では第2シードのステファノス・チチパスを7-6(0), 4-6, 7-6(5)で破り、トップ5選手から白星を挙げた。3回戦ではアレハンドロ・タビロに3-6, 6-7(6)で敗退。マイアミ・オープンでは予選通過。アレックス・モルチャンに2-6, 6-4, 3-6で初戦敗退。
4月、全米男子クレーコート選手権のダブルスではマックス・パーセルと組み、ヘンリー・パッテン/ジュリアン・キャッシュ組を4-6, 6-4, 10-5の逆転で下し、ツアーダブルス2勝目を挙げた。
5月、光州チャレンジャー決勝ではパーセルを6-3, 6-2のストレートで勝利し、チャレンジャー11勝目を挙げた。全仏オープンでは1回戦で前述のパーセルに5-7, 6-1, 4-6, 4-6で初戦敗退。
6月、エイゴン・サービトン・トロフィーでベスト4進出。準決勝でアンディ・マレーに敗れた。
ロスマーレン・グラスコート選手権では2回戦で復帰明けの元世界ランク3位のミロシュ・ラオニッチを7-6(4), 6-1、準々決勝でアドリアン・マナリノを5-7, 7-6(2), 6-2で下してベスト4進出。準決勝ではリンジー・ヒジカタに7-6(5), 6-3で破り、同大会2019年以来、4年ぶりの決勝進出。決勝ではタロン・フリークスポールに7-6(4), 6-7(3), 3-6の逆転で敗れ、惜しくも2019年に続き2度の準優勝。クイーンズ・クラブ選手権では1回戦でアレクセイ・ポピリンを6-4, 6-4で破り、2回戦ではキャメロン・ノリーと対決。6-4,3-6, 2-6で敗退。マヨルカ選手権では1回戦でリシャ―ル・ガスケに6-3, 6-4のストレートで下すも、2回戦では今大会限りで現役引退を表明していたフェリシアーノ・ロペスに6-7(6), 6-1, 3-6で敗れた。
7月、ウィンブルドン選手権では1回戦でブランドン・ナカシマを2-6, 2-6, 6-4, 7-6(4), 6-3の2セットダウンからの逆転で勝利。2回戦では第2シードのノバク・ジョコビッチに3-6, 6-7(4), 5-7のストレートで敗れた。ダブルスでは初の3回戦進出。同月下旬、アトランタ・オープンではシングルスでは錦織圭に6-7(5), 6-7(5)で初戦敗退するも、パーセルと組んだダブルスでは準優勝。
8月、シティ・オープンではベスト8入り。準々決勝ではテイラー・フリッツに3-6, 3-6のストレートで敗退。同月中旬、ウエスタン・アンド・サザン・オープンでは予選2試合を突破し、1回戦でジョン・イズナーを7-6(5), 7-6(2)のストレートで破るも、2回戦では第1シードのカルロス・アルカラスに5-7, 6-4, 3-6で敗退。同月下旬、全米オープンでは初戦のボーティック・ファン・デ・ザンスフルプ戦第1セット(3-6)終了時点で途中棄権となった。
9月、成都オープンでは準々決勝でロマン・サフィウリン戦で途中棄権。
10月、上海マスターズでは初戦敗退。同月中旬、ジャパン・オープンでは1回戦でアレクサンダー・ズベレフを6-3, 6-4のストレートで破るも、2回戦ではベン・シェルトンに7-6(5), 4-6, 3-6に敗れた。同月下旬、パリ・マスターズでは予選2試合を突破するも、本戦1回戦で西岡良仁に6-7(5), 6-4, 2-6で敗退。
11月、デビスカップではデビスカップオーストラリア代表として決勝進出。決勝ではデビスカップイタリア代表に敗れ、2年連続準優勝を果たした。年間最終ランキングは55位。

### 2024年 ツアーシングルス初優勝 全米ダブルス初優勝 ダブルス世界3位
1月、ブリスベン国際準々決勝ではラファエル・ナダルを5-7, 7-6(6), 6-3の3時間半に及ぶフルセットの末に勝利し、ハードコートでツアー初のベスト4入りを果たした。全豪オープンでは2回戦で第7シードのステファノス・チチパスに6-4, 6-7(6), 2-6, 6-7(4)で敗れ、初の3回戦進出を逃した。
2月、ダラス・オープンではシングルスでベスト8入り。準々決勝でベン・シェルトンに7-6(2), 4-6, 4-6で敗れるも、ダブルスではマックス・パーセルと組み、決勝でウィリアム・ブランバーグ/リンキー・ヒジカタを6-4, 2-6, 10-8で破り、ツアーダブルス3勝目を挙げた。デルレイビーチ・オープンではベスト8進出し、トップ40入り。ロス・カボス・オープンでは準決勝で第1シードのアレクサンダー・ズベレフを7-5, 4-6, 7-6(2)で下し、自身3度目のツアーシングルス決勝進出。決勝では第4シードのキャスパー・ルードを6-3, 7-6(4)のストレートで下してツアーシングルス初優勝を果たし、ダブルスでも決勝でゴンザロ・エスコバル/アレクサンドル・ネゾベソフ組を7-5, 7-6(2)のストレートで破り、ツアーダブルス4勝目を挙げ、単複優勝を飾った。大会後にシングルス32位、ダブルス61位を更新。
3月、BNPパリバ・オープンでは商竣程に2-6, 3-6のストレートで初戦敗退。マイアミ・オープンでは2回戦でガエル・モンフィスに7-6(3), 1-6, 2-6の逆転で敗退。
4月、全米男子クレーコート選手権ではベスト8進出。準々決勝ではフランシス・ティアフォーに敗れたが、ダブルスでは優勝した。バルセロナ・オープンでは2回戦でキャスパー・ルードに1-6, 4-6のストレートで敗れた。
5月、マドリード・オープンではシングルスではパーヴェル・コトフに7-5, 4-6, 5-7で初戦敗退したが、セバスチャン・コーダと組んだダブルスでは優勝し、ATPマスターズ1000ダブルス初制覇を果たした。BNLイタリア国際ではチアゴ・モンテイロに1-6, 3-6のストレートで初戦敗退。全仏オープンではマクシマリアン・マーテラー.に3-6, 2-6, 0-6のストレートで初戦敗退。ダブルスでは初の3回戦進出を果たす。
6月、ロスマーレン・グラスコート選手権では1回戦でミロシュ・ラオニッチに3-6, 4-6のストレートで初戦敗退。クイーンズ・クラブ選手権では1回戦でホルガ・ルーネを6-4, 6-7(4), 6-3、2回戦でアンディ・マレーを4-1(不戦勝)、準々決勝でテイラー・フリッツを6-4, 6-3のストレートで破り、ベスト4進出。準決勝ではロレンツォ・ムゼッティに3-6, 6-3, 3-6で敗退した。
7月、ウィンブルドン選手権では1回戦でコトフを5-7, 5-7, 6-4, 6-4, 6-4の2セットダウンからの逆転で破り、マドリードでのリベンジを果たした。2回戦ではブランドン・ナカシマに3-6, 2-6, 2-6のストレートで敗れるも、ダブルスでは第15シードとして出場し、5試合を勝ち上がり、決勝でハリ・ヘリオヴァーラ/ヘンリー・パッテン組に7-6(7), 6-7(8), 6-7(9)のフルセットの大熱戦の末に逆転で惜敗し、グランドスラム初優勝を逃した。同月末のアトランタ・オープンでは決勝進出。決勝で西岡良仁に6-4, 6-7(2), 2-6の逆転で敗れ、準優勝となった。
8月、シティ・オープンではベスト8進出。準々決勝ではコーダに4-6, 2-6のストレートで敗れた。ダブルスではベスト4進出。ナショナル・バンク・オープンでは1回戦でジャック・ドレイパーを7-5, 6-2のストレートで破るも、2回戦ではアレクサンダー・ズベレフに1-6, 1-6のストレートで完敗。ウエスタン・アンド・サザン・オープンでは3回戦のヤニック・シナー戦を前に棄権した。
9月、全米オープンでは2回戦で第7シードのホベルト・ホルカシュを7-6(2), 6-1, 7-5、3回戦では第30シードのマッテオ・アルナルディを7-5, 6-2, 7-6(5)のストレートで下して、2020年以来となる4年ぶりの4回戦進出を果たした。4回戦では第10シードの同胞のアレックス・デミノーに0-6, 6-3, 3-6, 5-7で敗れ、初のベスト8進出を逃したが、第7シードとして出場したダブルスではグランドスラム2大会連続決勝進出。決勝ではケビン・クラビーツ/ティム・プッツ組を4-6, 6-7(4)のストレートで下して、悲願のグランドスラム初制覇を果たした。大会後にはダブルス世界ランキング7位を更新した。
10月、木下グループジャパンオープンテニスでは1回戦でルードを7-6(5), 6-1のストレートで破るも、2回戦では錦織圭に2-6, 3-6のストレートで敗退。ダブルスではベスト8進出。上海マスターズではタロン・フリークスポールに3-6, 2-6のストレートで初戦敗退。
11月、パリ・マスターズではマスターズシングルス初のベスト8進出。準々決勝ではウゴ・アンベールに2-6, 6-7(4)のストレートで敗れた。ダブルスでは初のベスト4進出。今季のダブルスでの活躍により、レースランキング5位となり、ATPファイナルズダブルスでの初出場権が認められ、ベスト4進出を果たし、12月2日にダブルス自己最高世界ランキング3位を更新した。年間最終ランキングはシングルス26位、ダブルス3位。

### 2025年
1月、ブリスベン国際では1回戦でマッテオ・ベレッティーニを3-6, 6-3, 6-4の逆転で破り、今季初勝利を挙げ、初戦突破。2回戦ではアレックス・ミケルセンを7-5, 6-3のストレートで下してベスト8進出。準々決勝のグリゴール・ディミトロフ戦では1-6, 1-2の時点で途中棄権となった。全豪オープンでは第27シードとして出場。1回戦ではドミニク・コプファーを7-6(3), 6-4, 4-6, 6-3で破るも、2回戦ではヌーノ・ボルヘスに3-6, 2-6, 4-6のストレートで敗れ、初の3回戦進出を逃した。

## ATPツアー決勝進出結果

### シングルス: 4回 (1勝3敗)
| 大会グレード                    |
| グランドスラム (0–0)            |
| ATPファイナルズ (0–0)           |
| ATPツアー・マスターズ1000 (0–0) |
| ATPツアー・500シリーズ (0–0)    |
| ATPツアー・250シリーズ (1–2)    |

| サーフェス別タイトル |
| ハード (1–0)         |
| クレー (0–0)         |
| 芝 (0–2)             |
| カーペット (0–0)     |

| 結果   | No. | 決勝日        | 大会               | サーフェス | 対戦相手                 | スコア                 |
| ------ | --- | ------------- | ------------------ | ---------- | ------------------------ | ---------------------- |
| 準優勝 | 1.  | 2019年6月16日 | スヘルトーヘンボス | 芝         | アドリアン・マナリノ     | 6–7(7–9), 3–6          |
| 準優勝 | 2.  | 2023年6月19日 | スヘルトーヘンボス | 芝         | タロン・フリークスポール | 7-6(7-4), 6-7(3-6),3–6 |
| 優勝   | 3.  | 2024年2月25日 | ロス・カボス       | ハード     | キャスパー・ルード       | 6-3, 7-6(7–4)          |
| 準優勝 | 4.  | 2024年7月28日 | アトランタ         | ハード     | 西岡良仁                 | 4-6,7-6(7-2),6-2       |

### ダブルス: 6回 (4勝2敗)
| 結果   | No. | 決勝日        | 大会                       | サーフェス | パートナー                          | 対戦相手                                        | スコア              |
| ------ | --- | ------------- | -------------------------- | ---------- | ----------------------------------- | ----------------------------------------------- | ------------------- |
| 優勝   | 1.  | 2017年1月8日  | ブリスベン                 | ハード     | タナシ・コッキナキス                | ジレ・ミュラー サム・クエリー                   | 7–6(9–7), 6–4       |
| 準優勝 | 2.  | 2021年8月2日  | アトランタ                 | ハード     | スティーブ・ジョンソン (テニス選手) | ライリー・オペルカ ヤニック・シナー             | 4-6, 7-6(8-6), 3-10 |
| 優勝   | 3.  | 2023年4月10日 | 全米男子クレーコート選手権 | クレー     | マックス・パーセル                  | ジュリアン・キャッシュ ヘンリー・パッテン       | 4-6, 6-4, 10-5      |
| 準優勝 | 4.  | 2023年7月31日 | アトランタ                 | ハード     | マックス・パーセル                  | ナサニエル・ラモンズ ジャクソン・ヴィズロウ     | 6-7(3-7), 6-7(4-7)  |
| 優勝   | 5.  | 2024年2月12日 | ダラス・オープン           | ハード     | マックス・パーセル                  | ウィリアム・ブランバーグ リンキー・ヒジカタ     | 6-4, 2-6, 10-8      |
| 優勝   | 6.  | 2024年2月26日 | ロス・カボス・オープン     | ハード     | マックス・パーセル                  | ゴンザロ・エスコバル アレクサンドル・ネゾベソフ | 7-5, 7–6(7-2)       |

## シングルス成績
略語の説明
| W | F | SF | QF | #R | RR | Q# | LQ | A | Z# | PO | G | S | B | NMS | P | NH |

W=優勝, F=準優勝, SF=ベスト4, QF=ベスト8, #R=#回戦敗退, RR=ラウンドロビン敗退, Q#=予選#回戦敗退, LQ=予選敗退, A=大会不参加, Z#=デビスカップ/BJKカップ地域ゾーン, PO=デビスカップ/BJKカッププレーオフ, G=オリンピック金メダル, S=オリンピック銀メダル, B=オリンピック銅メダル, NMS=マスターズシリーズから降格, P=開催延期, NH=開催なし.
| 大会           | 2013 | 2014 | 2015 | 2016 | 2017 | 2018 | 2019 | 2020 | 通算成績 |
| -------------- | ---- | ---- | ---- | ---- | ---- | ---- | ---- | ---- | -------- |
| 全豪オープン   | LQ   | 1R   | 1R   | 1R   | 2R   | 1R   | 2R   | 2R   | 3–7      |
| 全仏オープン   | A    | A    | LQ   | 2R   | 1R   | 1R   | 3R   |      | 3–4      |
| ウィンブルドン | A    | A    | A    | 1R   | 1R   | 1R   | 1R   |      | 0–4      |
| 全米オープン   | A    | A    | A    | 1R   | 2R   | 1R   | 2R   |      | 2–4      |

### 大会最高成績
| 大会                 | 成績 | 年         |
| -------------------- | ---- | ---------- |
| ATPファイナルズ      | A    | 出場なし   |
| インディアンウェルズ | 3R   | 2023       |
| マイアミ             | 4R   | 2019       |
| モンテカルロ         | 2R   | 2021, 2025 |
| マドリード           | 2R   | 2024       |
| ローマ               | 2R   | 2024, 2025 |
| カナダ               | 2R   | 2024       |
| シンシナティ         | 3R   | 2024       |
| 上海                 | 2R   | 2024       |
| パリ                 | QF   | 2024       |
| オリンピック         | 1R   | 2016       |
| デビスカップ         | F    | 2022, 2023 |

## ダブルス成績

### 大会最高成績
| 大会                 | 成績 | 年         |
| -------------------- | ---- | ---------- |
| ATPファイナルズ      | SF   | 2024       |
| インディアンウェルズ | F    | 2025       |
| マイアミ             | QF   | 2025       |
| モンテカルロ         | 1R   | 2025       |
| マドリード           | W    | 2024       |
| ローマ               | 1R   | 2024       |
| カナダ               | 2R   | 2019, 2024 |
| シンシナティ         | 2R   | 2024       |
| 上海                 | A    | 出場なし   |
| パリ                 | SF   | 2024       |
| オリンピック         | A    | 出場なし   |
| デビスカップ         | F    | 2022, 2023 |